# Ligne 74 (Infrabel)
La ligne 74 est une ancienne ligne ferroviaire belge du réseau de la Société nationale des chemins de fer belges (SNCB) qui reliait les villes de Dixmude et de Nieuport de 1868 à 1974.

## Histoire

### Chronologie
- 10 février 1868, mise en service de Dixmude à Nieuport[1].
- 15 août 1869, mise en service du prolongement jusqu'à Nieuport-Bains[2]
- 18 mai 1952, fermeture du trafic voyageurs[3].
- 1974, déclassée[4]

### Histoire
La ligne est incluse dans la concession des chemins de fer de Courtrai à Denderleeuw et de Grammont à Nieuport, attribuée à Isidore Neelemans (industriel domicilié à Eeklo) par l'arrêté royal du 1er décembre 1863. Le cahier des charges précise que le chemin de fer de Grammont à Nieuport comporte trois sections, la troisième ayant pour origine la gare de Roulers et pour aboutissement la ville de Nieuport. Le concessionnaire crée la Société des chemins de fer de l'Ouest de la Belgique pour reprendre sa concession, elle est approuvée par l'arrêté royal du 16 juillet 1864.
Par la convention du 28 mars 1866, la Société des chemins de fer de l'Ouest de la Belgique confie l'exploitation de ses lignes à la Société anonyme d'exploitation de chemins de fer, qui commence la construction de la ligne de Dixmude à Nieuport, puis cède ses droits à la Société belge de chemins de fer qui termine la construction de la ligne et en confie l'exploitation à la Société générale d'exploitation de chemins de fer qui effectue sa mise en service le 10 février 1868.
Après 1870-1871, qui vit la nationalisation de la plupart des lignes de la Société générale d'exploitation, la Compagnie des chemins de fer des bassins houillers du Hainaut reprit les lignes de Flandre-Occidentale de la Société générale d'exploitation qui seront les seules à ne pas être rachetées par les Chemins de fer de l’État belge.
À la suite des difficultés puis de la faillite de la Compagnie des bassins houillers, l'État belge est autorisé à racheter, au 1er janvier 1878, à la Société des chemins de fer de l'Ouest de la Belgique sa concession et à la compagnie exploitante le matériel utilisé pour l'exploitation. La Société des chemins de fer de la Flandre-Occidentale regroupa les anciennes compagnies qui refusèrent les termes du rachat par l’État.
Les Chemins de fer de la Flandre-Occidentale furent finalement nationalisés en 1907.
Pendant la Première Guerre mondiale, le remblai de la ligne joue un rôle important comme une des limites de l'inondation de la plaine de l'Yser qui sert à stopper l'avance des troupes allemandes.

## Tracé
La ligne relie les villes de Dixmude et de Nieuport en suivant presque une ligne droite orientée sur un axe sud, sud-est / nord, nord-ouest.

## Infrastructure

### Ligne

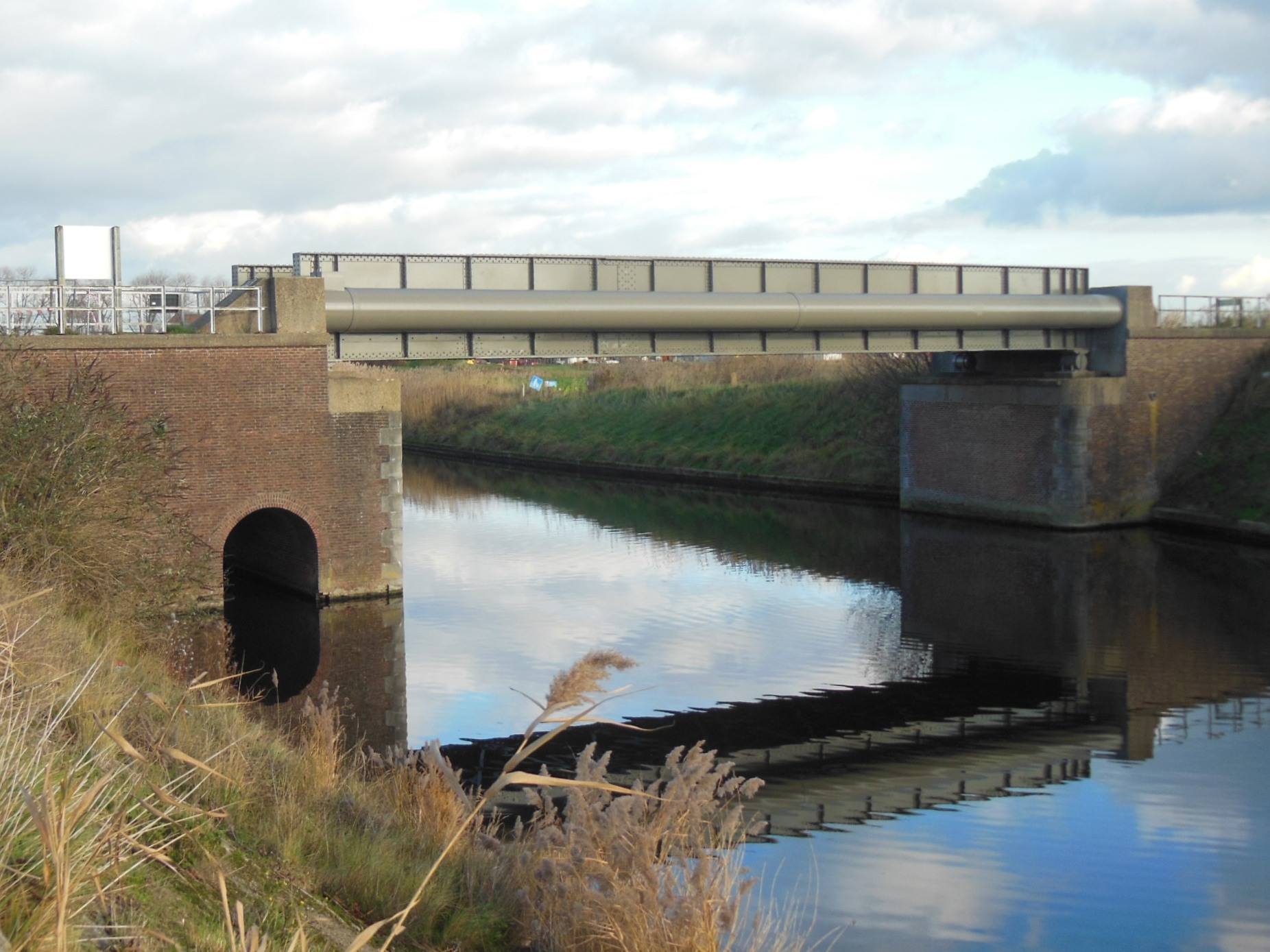
Ancien pont ferroviaire sur le canal Nieuport-Dunkerque près de Nieuport

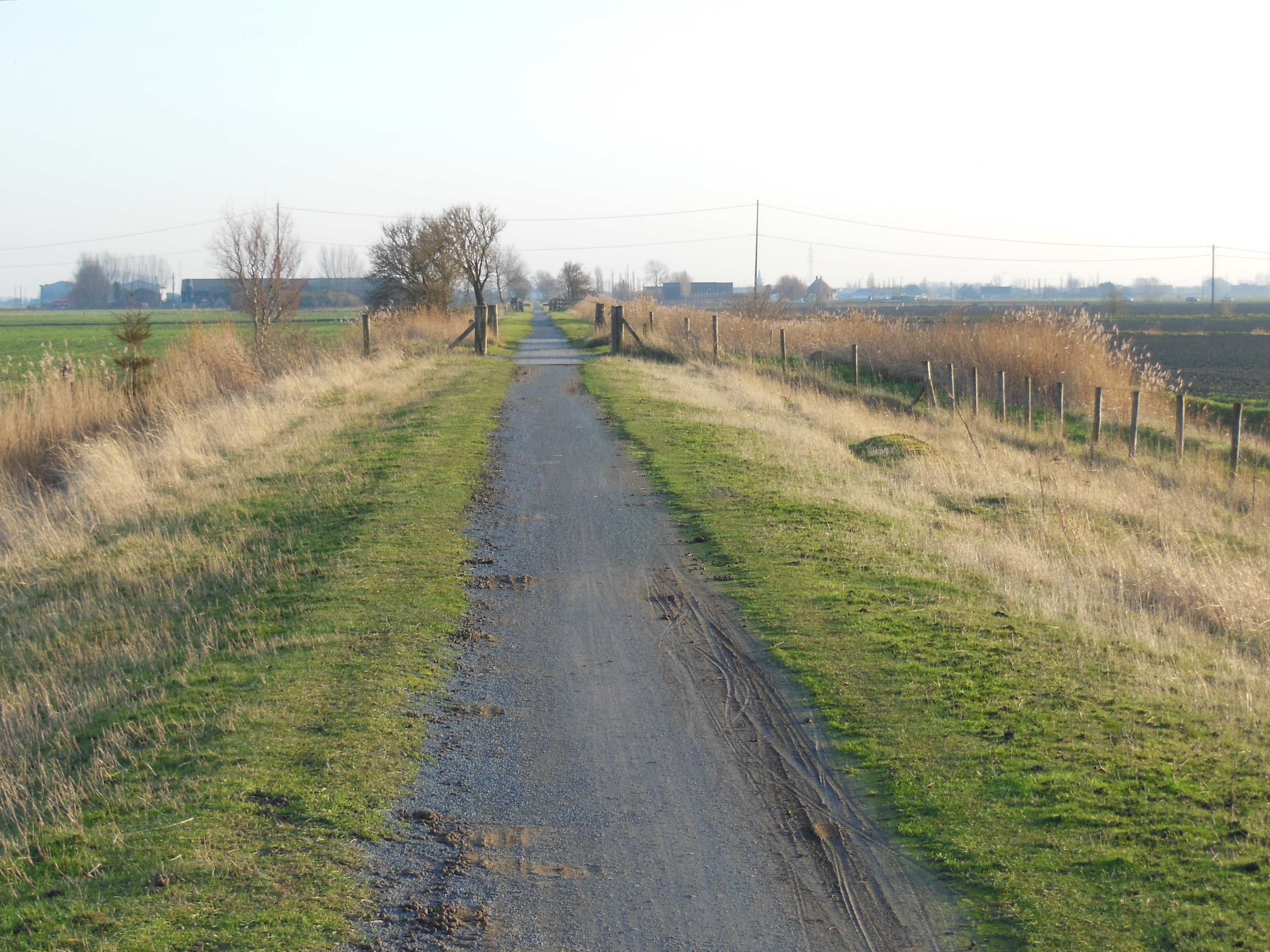
Piste cyclable et piétonne sur le remblai près de Ramskapelle

La ligne était de voie unique pendant toute son existence.
Elle est démantelée entre Nieuport-Ville et Nieuport-Bains en 1965, et entre Dixmuide et Nieuport-Ville en 1977. Une piste cyclable connue comme Frontzate est installée sur l'ancienne ligne.

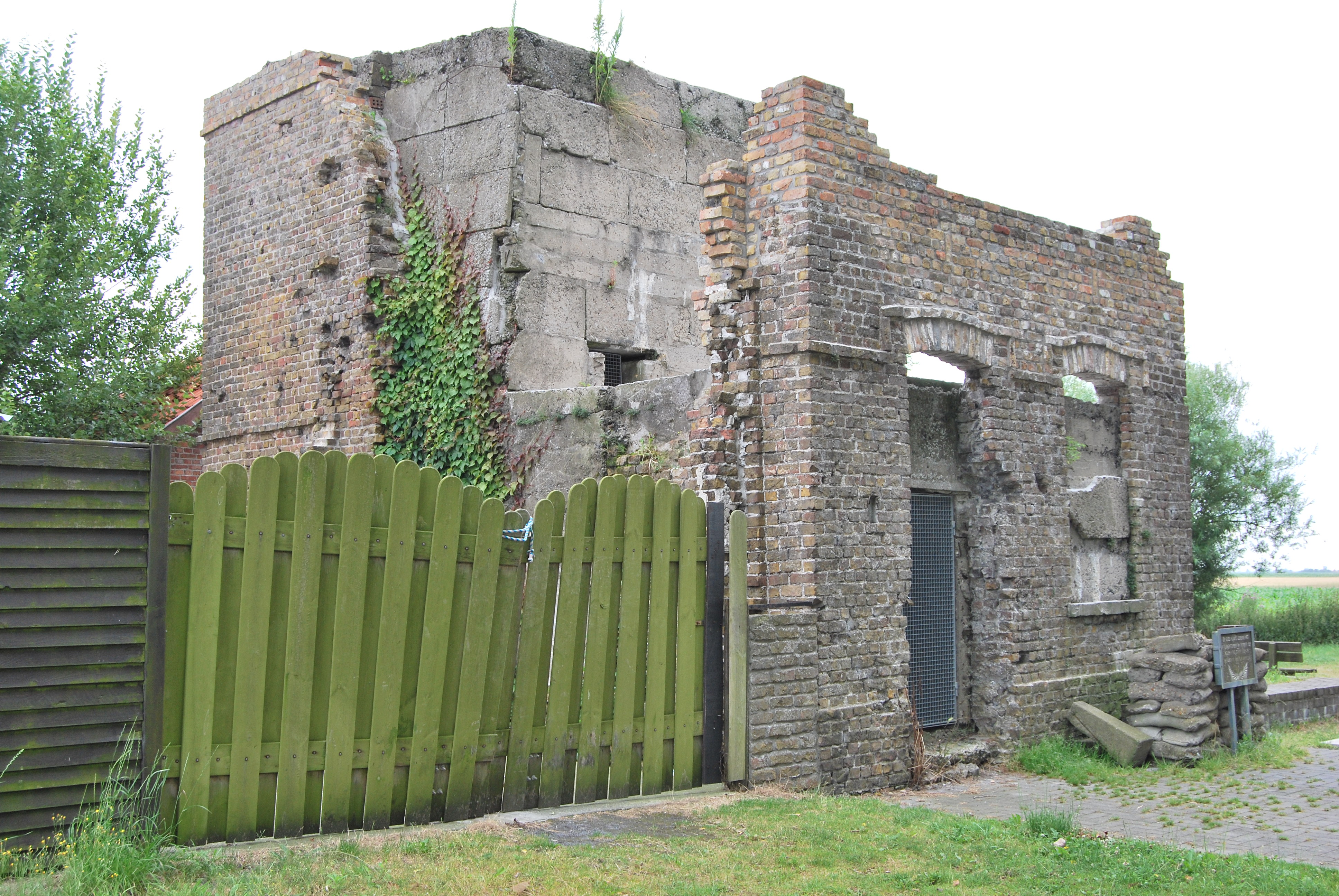
Ruine avec bunker dans l'ancienne gare de Ramskapelle

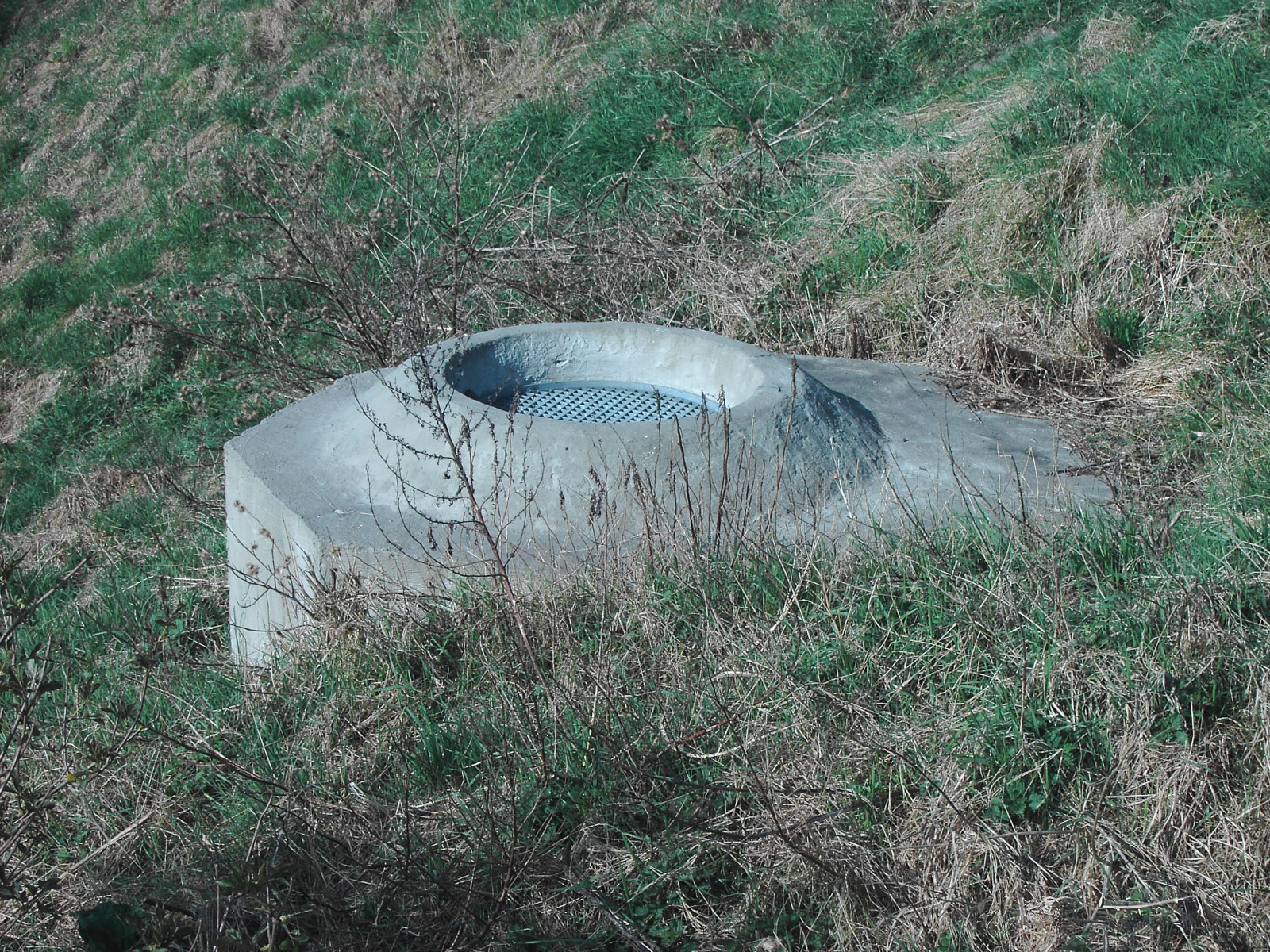
Bunker de la Deuxième Guerre mondiale près du pont ferroviaire à Nieuport

Le long de la ligne de chemin de fer, on trouve encore de nombreux bunkers, postes d'observation et positions d'artillerie de la Première Guerre mondiale. Pendant la Deuxième Guerre mondiale, les forces d'occupation allemandes ont construit des positions de défense aérienne le long de la ligne.